# 喬丹·艾倫伯格
喬丹·史都華·艾倫伯格（英語：Jordan Stuart Ellenberg，1971年10月30日—）是一名美國數學家，也是威斯康辛大學麥迪遜分校的數學教授。他的研究涉及算術幾何。他也是一名小說和非小說寫作的作家。

## 早期生活
艾倫伯格於1971年10月30日出生在馬里蘭州波托馬克。他是一個神童，兩歲時便通過觀看《芝麻街》自學識字。有天他的母親在首都環線上開車時，年幼的艾倫伯格告訴她：「標誌上寫著『貝塞斯達在右邊』」。二年級時，他幫助他十幾歲的保姆做數學作業。到了四年級，他作為蒙哥馬利縣數學隊的成員參加高中的比賽（如美國地區數學聯盟）。而到了八年級，他已經開始大學等級的工作。
他是約翰霍普金斯大學「數學早熟青少年研究」縱向隊列的一部分。他於12歲時在SAT-I考試的數學部分取得800分的滿分，在口頭部分取得680分。八年級時，他在馬里蘭大學參加榮譽微積分課程；當他在溫斯頓·邱吉爾高中就讀時，他在SAT考試中獲得1600分的滿分；作為高中生，他在全國西屋科學獎中獲得第二名。他三次參加國際數學奧林匹克競賽，在1987年和1989年獲得金牌（滿分），在1988年獲得銀牌。他在哈佛大學時也是兩屆普特南研究員（1990年及1992年）。

## 職業生涯
2004年，他開始在威斯康辛大學麥迪遜分校任教，目前是約翰·D·麥克阿瑟數學教授，他從2015年開始擔任這一職務。2012年，他成為美國數學學會會士，並在2013年的數學聯合會議上發表全體演講，他的演講主題是數論和代數拓撲學，研究抽象的高維圖形和它們之間的關係。他在2015年被任命為古根海姆研究員。2019年，他被選為康乃爾大學的六位A·D·懷特無任所教授之一，他的研究重點是「數論和代數幾何領域」。
除研究文章外，他還撰寫了小說《蚱蜢王》（The Grasshopper King），該書曾入圍2004年青年獅子小說獎；在《Slate》上開設「做數學」專欄；兩本非小說類書籍《How Not to Be Wrong》和《Shape: The Hidden Geometry of Information, Biology, Strategy, Democracy, and Everything Else》（2022年），以及在許多報紙和普通雜誌上發表的關於數學主題的文章。
艾倫伯格是2017年電影的數學顧問，該片的主角是一位數學神童；他還在片中客串一位教授，講授分割函數和拉馬努金全等式。這使他的艾狄胥-貝肯數為5。

## 個人生活
艾倫伯格與他的妻子和孩子住在威斯康辛州麥迪遜。他經營著一個名為Quomodocumque的部落格，在拉丁語中意為「在任何時尚之後」。

## 作品
| 書名                                                                                             | 中文譯名                                                     | 出版日期   | 出版社       | 譯者   | ISBN               |
| ------------------------------------------------------------------------------------------------ | ------------------------------------------------------------ | ---------- | ------------ | ------ | ------------------ |
| 《How Not to Be Wrong》                                                                          | 《數學教你不犯錯〈上〉不落入線性思考、避免錯誤推論》         | 2015年12月 | 遠見天下文化 | 李國偉 | ISBN 9789863209096 |
| 《How Not to Be Wrong》                                                                          | 《數學教你不犯錯〈下〉搞定期望值、認清迴歸趨勢、弄懂存在性》 | 2016年1月  | 遠見天下文化 | 李國偉 | ISBN 9789863209119 |
| 《Shape: The Hidden Geometry of Information, Biology, Strategy, Democracy, and Everything Else》 | 《形狀：資訊、生物、策略、民主和所有事物背後隱藏的幾何學》   | 2022年6月  | 鷹出版       | 蔡丹婷 | ISBN 9786269597642 |

## 外部連結
- Personal website: writings & blog （页面存档备份，存于）
- Interview: Jordan Ellenberg discusses mathematical misunderstandings and his book "How Not to Be Wrong" on the 7th Avenue Project radio show （页面存档备份，存于）
- 喬丹·艾倫伯格在數學譜系計畫的資料。
- 喬丹·艾倫伯格 在国际奥林匹克数学竞赛中的成绩